# Ül
Az Ül a Kispál és a Borz ötödik stúdióalbuma, amely 1996-ban jelent meg.

## Megjelenése
A megjelenését követő egy év alatt az album mintegy 13 600 példányban kelt el.

## Fogadtatása
A lemez 1997-ben jelölést kapott az Arany Zsiráf díjra az év hazai albumának kategóriájában. Emellett az eladási adatok alapján az Ül elnyerte az év magyar rockalbumának járó díjat.

## Számok
1. Ül
2. Űrrock
3. Olajos vasak ↔ Égben edzett kövek
4. Gyónás
5. Meghatás
6. Presszó rock
7. Szociodisco
8. Harmatoslábú
9. Adok egy kulcsot
10. A vadász és a nyuszik
11. Dal teázáshoz
12. Modellezés almával
13. Apa anya és a kígyó
14. Lekvár
15. Tegyetek el befőttet!
16. Dal elalváshoz
17. Jelvény nélkül

## Közreműködők
- Lovasi András – ének, basszusgitár
- Kispál András – szólógitár
- Bräutigam Gábor – dob
- Dióssy D. Ákos – billentyűs hangszerek, vokál
- Vittay Ferenc – gitár, vokál